# Francisco Javier Pinillos Fernández
Francisco Javier Pinillos Fernández (Santander, 26 d'octubre de 1969) és un exfutbolista càntabre, que jugava de porter.
Va militar al Racing de Santander, equip amb el qual va debutar en primera divisió la temporada 93/94. Sense opcions per la titularitat de Ceballos, va ser cedit al CD Logroñés a la campanya 95/96.